# جاك مكدونالد
جاك مكدونالد (بالإنجليزية: Jack McDonald)‏ (27 أغسطس 1921 في المملكة المتحدة - 28 يونيو 2007 في المملكة المتحدة) هو لاعب كرة قدم بريطاني (وحمل سابقاً جنسية المملكة المتحدة لبريطانيا العظمى وأيرلندا) في مركز الهجوم. لعب مع مانشستر يونايتد ونادي بورنموث ونادي ساوثهامبتون ونادي ساوثيند يونايتد ونادي فولهام ووست بروميتش ألبيون ووولفرهامبتون واندررز ونادي ويموث ونادي بول تاون.